# Céphas Bansah
Togbui Ngoryifia Céphas Kosi Bansah, noto semplicemente come Céphas Bansah (Hohoe, 22 agosto 1948), è il sovrano di Hohoe e il monarca e la guida spirituale della tribù degli ewe. Attualmente risiede a Ludwigshafen am Rhein nel Land della Renania-Palatinato in Germania dove lavora come meccanico in un'officina.
È a capo dei dodici capitribù della Regione del Volta in Ghana.

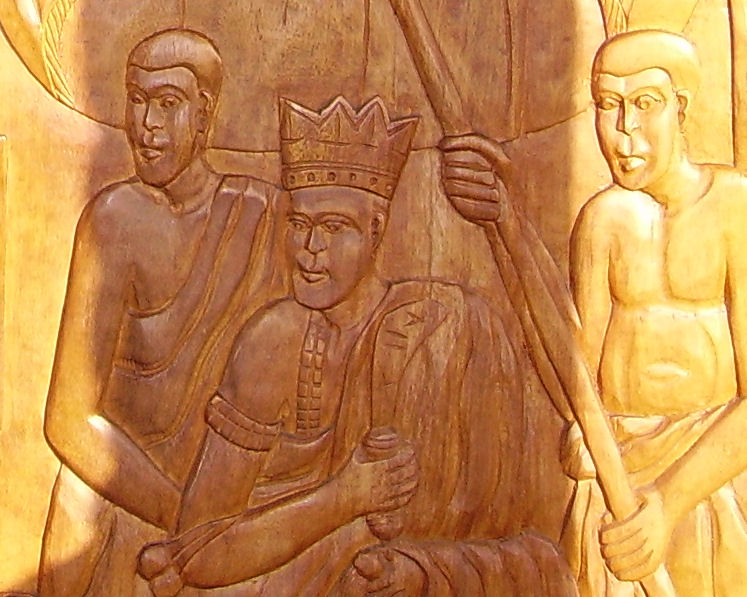
Incisione sulla porta di casa di Bansah a Ludwigshafen am Rhein in Germania

## Biografia
Dopo la formazione scolastica in Ghana, Bansah si trasferisce nel 1970 a Limburgerhof in Germania dove studia come perito meccanico all'interno di un progetto di scambio studentesco. Contestualmente pratica la boxe a livello amatoriale vincendo, nel 1975, il campionato regionale dei pesi mosca.
Dopo il diploma apre a Mundenheim, frazione di Ludwigshafen, un'officina meccanica che possiede ancora oggi.
Nel 1987, dopo la morte di suo nonno, né suo padre né suo fratello poterono succedergli sul trono in quanto mancini, una caratteristica considerata infausta tra gli Ewe. Gli anziani della tribù nominarono quindi lui come sovrano.
Il nuovo sovrano rimase a Ludwigshafen anche dopo la sua incoronazione, avvenuta il 16 aprile 1992, continuando a lavorare nella sua officina assieme a tre dipendenti e amministrando il suo popolo nel tempo libero tramite fax e email. Re Bansah si reca regolarmente dal suo popolo in Ghana. La sua principale attività come sovrano è quella di raccogliere e amministrare fondi per attività benefiche attraverso l'associazione, da lui fondata,"König Bansah Ghana Förderverein e.V.".
Bansah ha una moglie, Gabrielle, e due figli: Carlo e Katharina. Il matrimonio si è svolto a Trittenheim.

## Impegno musicale

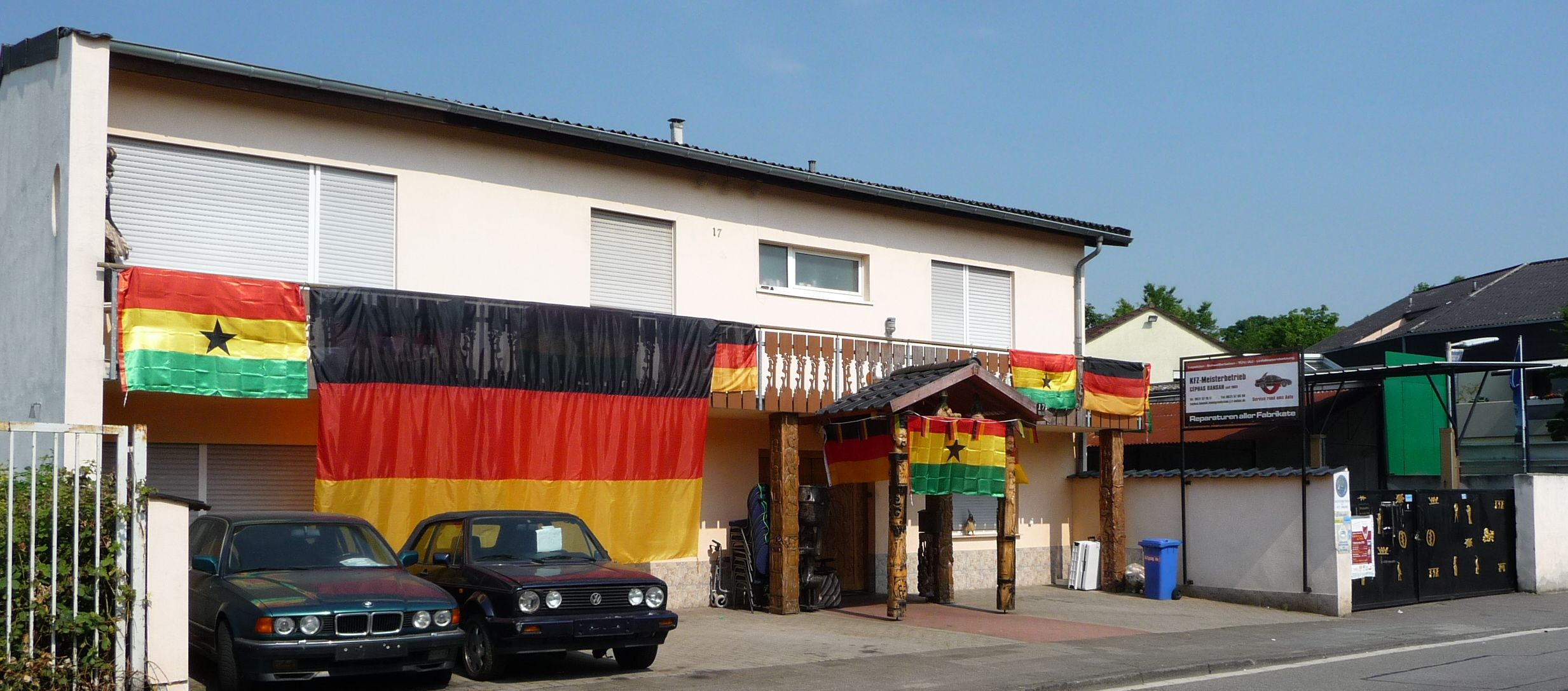
La casa di Bansah durante il campionato mondiale di calcio 2006

Bansah ha inoltre pubblicato sei album musicali, tra cui il singolo O Tannenbaum (cantato in lingua ewe) uscito nel dicembre del 2005 e un album dal titolo König Fußball (Re calcio) uscito in occasione del campionato mondiale di calcio 2006 disputatosi in Germania.